# El Moro
El Moro – jednostka osadnicza w Stanach Zjednoczonych, w stanie Kolorado, w hrabstwie Las Animas.